# 横山助成
横山 助成（よこやま すけなり、1884年（明治17年）1月1日 - 1963年（昭和38年）3月27日）は、日本の内務官僚、政治家。警視総監、貴族院議員。東北興業総裁。

## 略歴
以下、「横山 助成 （よこやますけなり）東京都知事も務めた 内務省高級官僚」（秋田高等学校同窓会、2014年3月21日更新）参照。
- 1884年（明治17年）1月1日 - 秋田県士族横山勇喜の二男として生まれる[1]。
秋田中学を中退し上京、東京で残りの中学生活を送り第二高等学校を卒業。
- 1909年（明治42年） - 東京帝国大学法科政治科を卒業。高等文官試験に合格し、内務省に入る。
内務省土木局書記官、大分県警察部長を務める。
- 1923年（大正12年）10月25日 - 1924年（大正13年）5月23日 - 岡山県知事を務める。
- 1924年（大正13年）5月10日 - 40歳の時、清浦内閣の水野錬太郎内務大臣から打診され、さらに秋田の先輩榊田清兵衛の後押し、父 勇喜の七光もあり、政友会の候補として憲政会候補かつ秋田中学の先輩町田忠治と五分の一騎打ちの形で、第15回衆議院議員総選挙に秋田第4区で立候補するも、自陣営による過度の選挙干渉が反発を呼び落選。
- 1927年（昭和2年）5月18日 - 1927年（昭和2年）11月7日 - 石川県知事を務める。
- 1927年（昭和2年）11月7日 - 1928年（昭和3年）5月25日 - 広島県知事を務める。
- 1928年（昭和3年）5月25日 - 1929年（昭和4年） - 全国警察のトップたる内務省警保局長を務めた。警保局長就任直前の1928年3月、共産党員が大量検挙された三・一五事件があったが、昭和天皇即位の大典警備の大役を果たした。
- 1931年（昭和6年）12月 - 1932年（昭和7年）6月28日- 京都府知事を務める。
- 1932年（昭和7年）6月28日 - 1935年（昭和10年）1月15日 - 神奈川県知事を務める。日本赤十字社神奈川県支部長も務める。
- 1935年（昭和10年）1月15日 - 1937年（昭和12年）2月10日 - 東京府知事を務める。
- 1937年（昭和12年）2月10日 - 1937年（昭和12年）6月5日 - わずか4か月ながら内務官僚としてはほぼ頂点たる警視総監を務める。退官後、東北興業株式会社総裁と東北振興電力株式会社社長に就任。
- 1939年（昭和14年） - 阿部信行に組閣の大命が下ると、組閣参謀として組閣本部に入った。同年12月19日、貴族院勅選議員となる。
- 1941年（昭和16年） - 大政翼賛会事務総長に就任。
- 1942年（昭和17年）5月20日 - 翼賛政治会常任総務となる。
- 1943年（昭和18年）7月1日 - 広島県知事に就任。
  - 11月11日 - 勲一等瑞宝章を受ける。
- 1944年（昭和19年）8月1日 - 広島県知事を依願免本官となり退官[2]。終戦時は、大政翼賛会広島県支部長を務めた。
- 1946年（昭和21年）3月18日 - 貴族院議員を辞する[3]。
その後公職追放となる[4]。
- 1963年（昭和38年）3月27日 - 死去する。正三位に叙される。

## 人物
「献策居士」の異名をもち、趣味は将棋とゴルフ。
石田八弥の女婿。義弟は文化人類学者の石田英一郎、姪の子に阿部牧郎がいる。

## 栄典
- 1921年（大正10年）7月1日 - 第一回国勢調査記念章[6]